# كلوديا سكوت
كلوديا سكوت (بالنرويجية البوكمول: Claudia Scott)‏ هي موسيقية وعازفة قيثارة ومغنية نرويجية، ولدت في 8 أكتوبر 1957 في نيوكاسل أبون تاين في المملكة المتحدة.

## وصلات خارجية
- الموقع الرسمي
- كلوديا سكوت على موقع IMDb (الإنجليزية)
- كلوديا سكوت على موقع ميوزك برينز (الإنجليزية)
- كلوديا سكوت على موقع أول ميوزيك (الإنجليزية)
- كلوديا سكوت على موقع ديسكوغز (الإنجليزية)